# Pharomachrus
Pharomachrus és un gènere d'ocells de la família dels trogònids (Trogonidae). Coneguts com a quetzals, habiten en boscos i selves, especialment en zones altes i humides neotropicals. Presenten un fort dimorfisme sexual. Els mascles tenen iridescències verdes o verd daurat a les cobertores alars, dors, pit i cap, i un ventre roig. Les femelles tenen colors més apagats, amb zones marrons o grises. Són aus en gran manera solitàries, i s'alimenten de baies, insectes i petits vertebrats (com ara granotes). Malgrat llur brillant plomatge, són molt difícils de descobrir al seu hàbitat boscós.

## Taxonomia
Segons la classificiació del Congrés Ornitològic Internacional (versió 2.5, 2010), aquest gènere conté cinc espècies:
- quetzal crestat (Pharomachrus antisianus).
- quetzal capdaurat (Pharomachrus auriceps).
- quetzal fulgent (Pharomachrus fulgidus).
- quetzal esplèndid (Pharomachrus mocinno).
- quetzal paó (Pharomachrus pavoninus).